# ダーツ

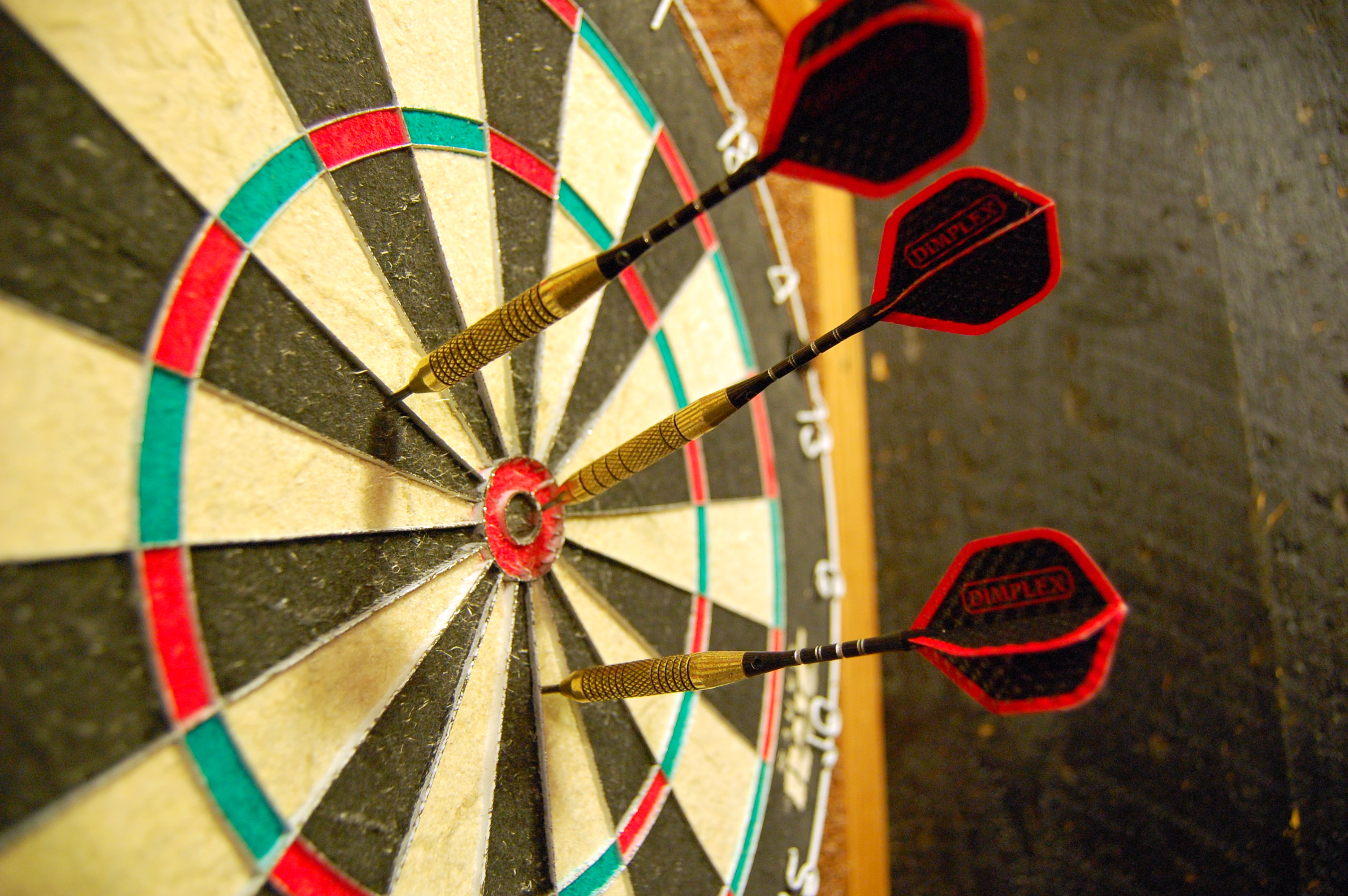
ダーツボードに刺さったダーツ

ダーツ（darts）は、射的競技の一種である。また、その競技で使われる矢のこと。近年、日本ではダーツバーなどが増え手軽に楽しめるゲーム性のあるスポーツとしても楽しまれている。

## 概要
ダーツボードと呼ばれる3,40cmの円形の的に、一定の距離から手投げの矢（ダート〈dart〉、複数形：ダーツ〈darts〉）を投げ、得られた得点により優劣を競う射的競技である。ポイントと呼ばれる鏃（矢尻）に金属を用いたスティール・ティップ・ダーツまたはハードダーツ (Steel Tip Darts) と、プラスチックなどの比較的やわらかい素材を使うことで安全性を高めたソフトダーツ (Soft Tip Darts) があり、スティール・ティップ・ダーツでは236.855cm、ソフトダーツでは243.84cm離れたところから投げる。ボードの狙った場所にダーツを命中させる技能性だけでなく、ゲームルールによっては戦略性をも要求され、精神的な要因に結果が大きく左右される、デリケートな一面を有するスポーツである。 
なお、スティール・ティップ・ダーツとソフトダーツは鏃の違いのみならず、ボードサイズやゲームルールにも若干の差異が存在している。

## 歴史
14世紀頃のイギリスで百年戦争の最中に、酒場にたむろしていた兵士たちがワイン樽をめがけて矢を放つ余興が起源とされている。当時は戦争中であり、ワイン樽も貴重なものであったことから、木を輪切りにしたものを使うようになり、また矢が手投げしやすくするために短く変化していった。この木を輪切りにしたことにより、もともとあった木の年輪や乾燥によるひび割れが現在のダーツボードの得点システムの基になり、19世紀末に現在のような得点システムが確立された。
20世紀初頭までは木を輪切りにしたボードが使われていた。こうしたボードは手に入れやすい反面、水につけて矢が刺さりやすくしていたため、使い込むにつれて木が傷み、不快な臭いが発生する問題があった。こうした臭いを抑えるため、1935年にイギリスのノウドー社により、船舶用ロープに用いられるサイザルアサを圧縮して作られたブリッスルボードが発明された。これにより、得点システムと簡易的なダーツボードが揃う。
1980年代、アメリカのメダリスト社がエレクトリックダーツと呼ばれる自動計算機能を持ち、ビットと呼ばれる矢が刺さる穴があけられたプラスチック製のダーツボードを開発した。このダーツボードではそれまでの金属製ポイントと違い、プラスチック製のポイントを使うことができるようになり、それまでの金属製ポイントとブリッスルボードで行っていたダーツを大きく変えるものであった。これ以後、ダーツはソフトダーツとスティール・ティップ・ダーツに分かれていく。
日本ではイギリス風パブと共に伝来し長らく愛好されてきたスティール・ティップ・ダーツは根強い人気があったがパブ自体の数が少なく競技人口が少なかった。しかし、手軽で安全なソフトダーツが登場し、さらに21世紀になってICカードを用いて個人記録を残せたり、ネットワーク対戦機能を有する機種も登場したことにより、ソフトダーツが広く普及した。競技人口が増え、大会なども頻繁に行われ、ソフトダーツのプロトーナメントも登場し、ついにはスティール・ティップ・ダーツにも注目が集まるようになってきたのである。現在、ソフトダーツからダーツを始め、スティール・ティップ・ダーツとソフトダーツの両方嗜むプレイヤーも増えてきており、日本でのスティール・ティップ・ダーツの大会も増え始めた。また、スティール・ティップ・ダーツの最高峰であるプロフェッショナル・ダーツ・コーポレイション（PDC）が主催する世界大会、PDC ワールド・ダーツ・チャンピオンシップへの日本代表を決めるPDC CHALLENGE TOURNAMENTにおいても、ソフトダーツのトッププレイヤーやソフトダーツ出身者が優勝者を含めて決勝トーナメントを占めるなど、ソフトダーツの選手がスティール・ティップ・ダーツの大会で上位を占めてしまう例も当たり前の状況になってきた。また、昔はパブやバーに置かれていることが多く、大人のスポーツのようにとらえられてきたが、現在ではゲームセンターに置かれていたり、ダーツ専門のショップが増加したりして、学生や子供でも気軽にプレーすることができ、19歳以下の大会やユースが開催されるようになった。

## スティール・ティップ・ダーツとソフトダーツの違い
スティール・ティップ・ダーツとソフトダーツの最大の違いはもちろん、鏃部分が金属製かプラスチック製かという違いである。
他の違いとしてはボードサイズがスティール・ティップ・ダーツの英国公式サイズでは13.2インチ（33.528 cm）であるのに対して、ソフトダーツでは15.5インチ（39.37 cm）であることが挙げられる。ただし、日本におけるスティール・ティップ・ダーツの公式サイズは34 cmであり、またソフトダーツでも家庭用ではスティール・ティップ・ダーツサイズのボードが使われるなど、そこまで厳密に区別はされていない。
このほか、スロウラインと呼ばれる、矢を投げる為に足が越えてはならないラインから的までの距離がスティール・ティップ・ダーツは237 cmであるのに対してソフトダーツは244 cmであるという違いや、一部のゲームにおいてルールが微妙に変わったり、エレクトリックダーツのコンピュータによる計算能力に依存しているため、スティール・ティップ・ダーツでは行われないゲームがあるなどの違いがある。

## 道具

### ダーツ

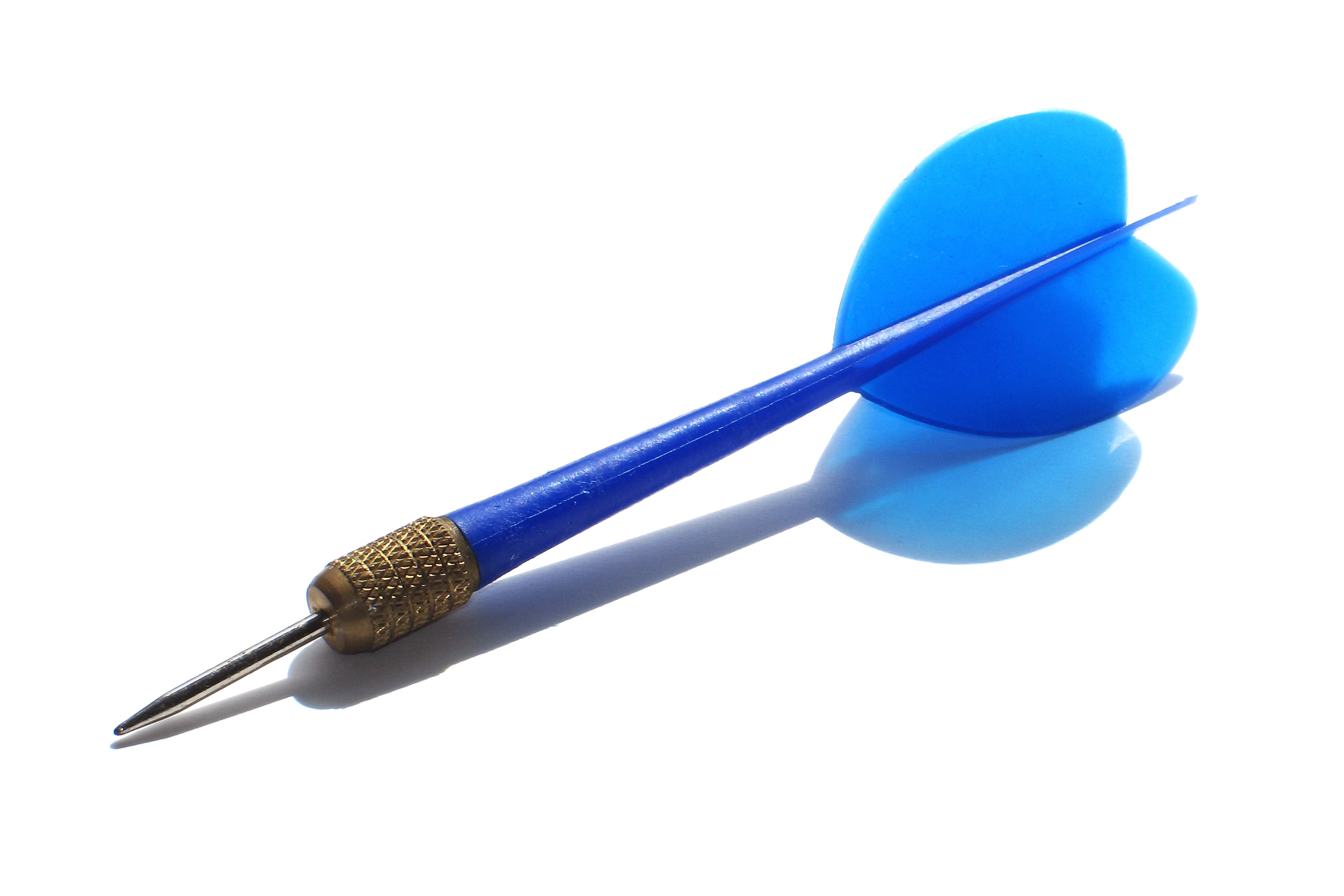
スティール・ティップのハウスダーツ(店舗に備えられた貸出用)

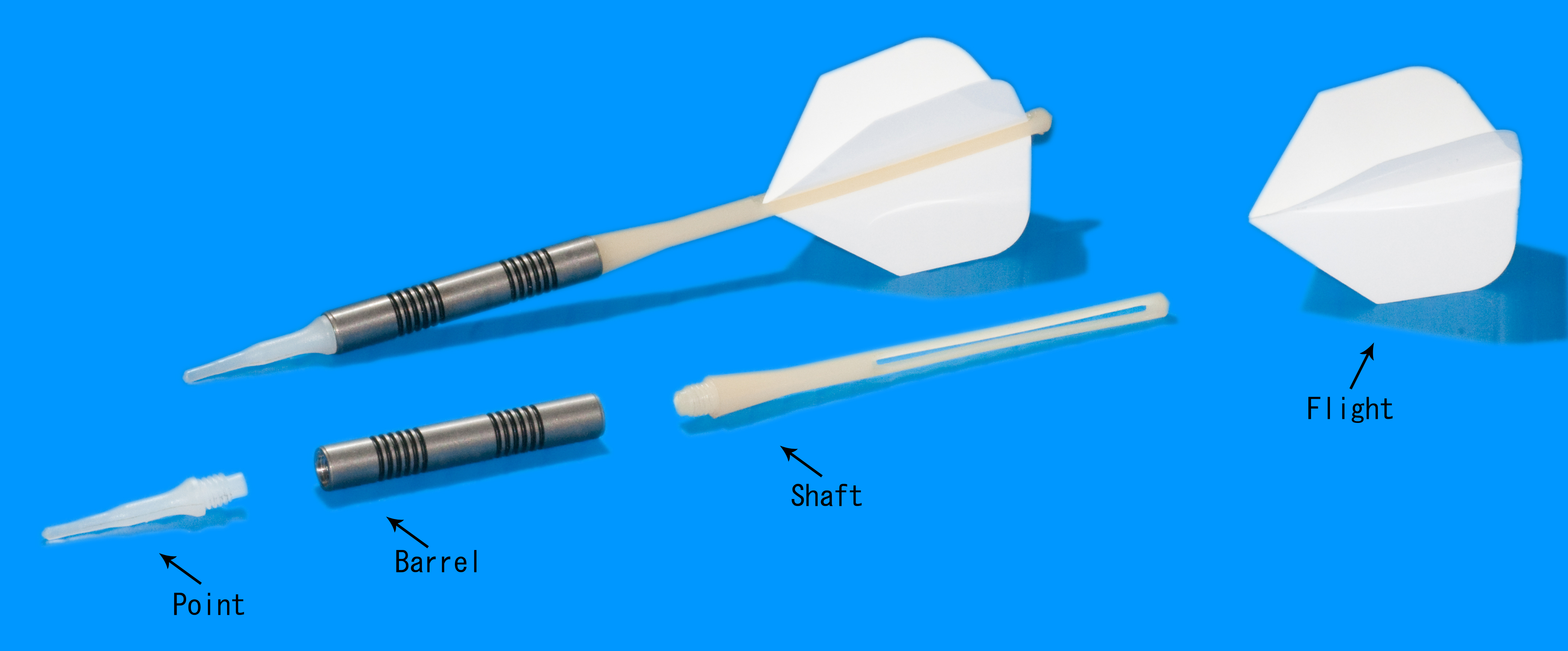
ソフトダーツの構成部品

ダーツの構造は矢先方向より、ポイント、バレル、シャフト、フライトに分割される。これらのパーツはそれぞれ交換可能であることが多い。

#### ポイント
ポイントとはダーツの先端であり、矢でいうところの鏃（矢尻＝やじり）にあたる。
スティール・ティップ・ダーツでは金属製であり、ソフトの逆と言うことでハードダーツと呼ばれることもある。
スティール・ティップ・ダーツで用いられるティップは元々交換ができないか、専用の機材が必要なものが多い。
ソフトダーツではプラスティック製であり、ティップと呼ばれることも多い。ティップは的に当たった際に折れたり、強く変形したりする消耗品である。また、種類も豊富であり、硬さや粘り強さ、長さなどがメーカーごと、種類ごとによって違う。また、近年ソフトダーツの先端だけを金属製にすることでスティール・ティップ・ダーツに対応できるようにした、コンバージョンポイントという金属製ポイントも出てきている。この他に、ティップとバレルのネジの雌雄を逆転させ、より重心が前よりでスティール・ティップ・ダーツの感覚に似せようとした、4BA規格と呼ばれる規格のソフトダーツが市販されている（通常のソフトダーツのティップは2BA規格と呼ばれる。ティップのネジ部の外径は4.7 mm）。また2013年末にはダーツメーカーのMonster Barrels DesignとL-Styleの共同開発で、2BA規格よりもネジ部の外径が1.6 mm細く、バレルをより細くすることが可能なNo.5という規格が登場した。

#### バレル
ダーツ中央の金属製の部分であり、矢で言うところの箆（の）の前半部にあたる。投げる時にはこのバレルの部分を持つことが一般的である。バレルとは樽（たる）の意であり、もともとは太く中空であったことから、樽に見立てて「バレル」と呼ばれるようになった。バレルの材質は真鍮（しんちゅう）、ニッケル合金、タングステン合金など様々である。比重の重いタングステン合金やニッケル合金で作られたものの方がより細くなり、的に当たった際に干渉し合いにくいが、同時に高価になりやすい。また、形状や滑り止めの刻み、重量なども様々である。
重量に関してはスティール・ティップ・ダーツのほうがより重いものが多く、JSFD公式ルール上は50 gまでのバレルが認められているが、実際には20–25 gを用いる選手が多い。軽い場合ダーツボードに深く刺すために重いものに比べて高速で投げる必要があるため女性は男性よりも重いダーツを使う傾向がある。ソフトダーツではこれより軽いものを用いることが多く、16–20 gぐらいのものが多い。これはソフトダーツマシンの破損を防ぐ意味もある。

#### シャフト
シャフトとはダーツ後部のフライトが取り付けられている部分であり、矢で言うところの箆（の）の後半部にあたる。
材質は金属やナイロン、ポリカーボネイト、カーボンコンポジットなど様々なものが使われている。ボード上でダーツ同士（フライト同士）がぶつかった時に干渉を避けるため、このシャフト部分が回転したり、磁石で外れたり、柔軟な素材を使うことで曲がったりすることも多い。また、フライトを取り付ける構造も様々なものが存在するが、一般的なものとしては最後部に十字の切れ込みが入っており、そこにフライトを差し込んで固定するものである。
長さも様々であり、ダーツをプラスあるいはマイナスの迎え角を付けた投げ方をした場合短いほうがダーツの姿勢の上下振動が速くなるので競技者から見て曲線的に飛んでいるように見え、長いほうがダーツの上下振動が遅くなるので直線的に飛んでいるように見える。結果シャフトの長さを変化させることでダーツボードに刺さるダーツの角度を調整することが可能である。どちらの場合でもダーツの重心を中心に振動するのでダーツの重心位置の飛行経路には変化は無い。この振動の調整はスタッキングと呼ばれるダーツボード上のダーツにダーツを当ててグルーピングを高めるテクニックを用いる際重要になる。
長さは短いほうからエクストラショート、ショート、インビトウィン、ミディアムという区分で呼ばれることが多いが、メーカーによって多少、長さに差があることもあり、明確に何 mmからがどの区分である、というようには定義されていない。一般的には35–50mm程度であることが多い。さらに素材の違いによる重量差を利用して重量調整にも用いられる。
バレルとの接続部のシャフトに装着する緩み防止のゴム製のリングをオーバンドという。
昔の規格でバレルに差し込む方式の木製シャフトの場合はCane/ケーンと呼び分ける。
バレルとシャフトの取り付けネジの規格もいくつかに分かれており、イギリスは3/16BSF、それ以外の国は2BA=10-32 unfとなっていることが多い。3/16BSFと２BAは異なる規格ではあるが短いネジの場合取り付けができてしまう上に、ダーツの場合は実用上それで何の問題も無いためそのまま異なる規格が混在する形で流通している。

#### フライト
フライトとは最後尾の翼のことであり、矢で言うところの矢羽である。材質は様々で紙、布、鳥の羽などを使っているものもあるが、現代ではポリエチレンフィルム製であるものが多い。
フライトには進行方向とダーツの向きが一致していない時、これを引き戻す役割がある。これは航空機における垂直尾翼、水平尾翼と同じく水平方向、垂直方向への挙動を安定させているということである。反面、航空機と違い手を離れた後に推進力を得ることがない為、安定にエネルギーを費やした分、ダーツの速度が失われ、飛距離当りの落下率が増える。さらに、プラスあるいはマイナスの迎え角を付けた投げ方をした場合フライトが大きければ大きいほどダーツの姿勢の振動の周期が短くなる。これによりダーツボードに刺さるダーツの角度を補正することができる。この補正効果はシャフトの長さの変更でも得ることが可能だがフライトの大きさを変更したほうがより効果が顕著に現れる。
フライト形状は非常に種類が多い。大きく分ければスタンダード、シェイプ（ハローズ・シェイプ）、ティアドロップ、ストレート／スリム、ハート、V-ウイングなどといった種類がある。また、この他に特殊な形状をしたものもある。原則として翼面積が増えれば上記の振動の周期を短くする効果は高くなり、同時に失速することも多くなるが、形状とシャフトの長さによって効果が変わる為、同じ面積であっても同じ効果が得られるとは限らない。また、一般的なフライトは4枚翼であるが、近年は3枚翼のものも販売されている。また、従来のシャフトの十字の切れ込みに差し込んで固定するだけでは、きちんと4枚の翼が90度間隔で開かないことがあるが、開いた状態で成形されたものやシャフトとフライトが一体成形されたものが存在する。
フライトはダーツの中でもっとも面積が広く、目立つ部分であるため、様々な意匠が施されている。また、多くはポリエチレンフィルム製である為、容易に自作が可能であるので、プレイヤー自身の好みの意匠を印刷し、フライトを自作しているプレイヤーもいる。材質、形状のみならず意匠まで含めて考えるとフライトの種類は極めて多いものとなり、またバレル、フライトとの組み合わせもある為、ダーツのセッティングは莫大な組み合わせが考えられるようになる。
古いダーツの場合一般ユーザーはシャフトと接着された鳥の羽のフライト、上級者はユーザー自身が任意の大きさに折った自作の紙製フライトを上述のケーンの溝に差し込んで使っていた。

### ダーツボード

ダーツボード

現在最もよく使われているダーツボードはロンドンと言われるタイプで高級品はサイザル麻を圧縮して、廉価品は紙を巻いて作られ、ソフトダーツのダーツボードはプラスチックによって作られる。
ボードの中心にはブル（BULL）と呼ばれる部分がある。このブルを中心に同心円の複数のエリアがあり、スパイダーと呼ばれる放射状の線によってそれぞれ20等分され、その外周にエリアのナンバーが表記されている。同心円の帯状の部分のうち内側のものをトリプルリング（イギリスでは、TripleではなくTreble）、外側のものをダブルリングという。ナンバーはゲーム性を高めるために大きい数字の横に小さい数字がくるような配置になっていることが多い。
多くのゲームは盤面の数字が高いほど得点が高くなるが、後述の『ラウンド・ザ・クロック』などのゲームなどのように数字は単なるゲーム上の記号にすぎずに得点とは関係ないものもある。
そのほかヨークシャー、QUADRO240、ロンドン５s、マンチェスター、アイリッシュブラック、アメリカンダーツ、野球ダーツ、ゴルフダーツ、ベルジャンダーツ、磁石でひっつくもの、マジックテープでひっつく物、吸盤でひっつくものなど様々な大きさと種類がある。

#### 得点
得点になるのは一番外側のダブルリングと呼ばれるエリアよりも内側に刺さったものであり、ダブルリングの外側の部分（アウトボード）に刺さっても得点にはならない。
- 中心のブルは二重円になっており、内側のインナーブルの得点は50点(25のダブル扱い)だが、外側のアウターブルの得点は25点または50点でゲームの種類により異なる[7]（後述）。

- 帯状のエリアでは外側にあるダブルリング内ではナンバーの表示の2倍の得点、内側にあるトリプルリング内ではナンバーの表示の3倍の得点となる[7]。

- 中心のブルと帯状のエリア（トリプルリングとダブルリング）を除いたエリアがシングルであり、ナンバーの表示がそのまま得点となる[8]。内側のシングルのエリア（ブルとトリプルリングに挟まれたエリア）をインシングル、外側のシングルのエリア（トリプルリングとダブルリングに挟まれたエリア）をアウトシングルという[6]。

1投での最高得点は、20のトリプルリングでの60点となる。

#### ブル
ボードの中心にはブル（BULL）と呼ばれるエリアがある。
呼称と得点
中心にある二重の円について、狭義では内側の円のみをBULL（ブル）またはBULLSEYEと呼び50点、その周辺の部分を得点と同じく25やアウターブルと呼ぶ。広義では二重の円全体をBULLまたはBULLSEYEと言い、内側の円内をインナーブル（「ダブルブル」とも呼ばれる）、その周囲の部分をアウターブル（「シングルブル」とも呼ばれる）という。狭義の定義は、スティール・ティップ・ダーツや01で用いられることが多く、広義の定義はソフトダーツやクリケットで用いられることが多い。
01におけるダブル・アウトルールの時、インナーブルでもフィニッシュすることができ、形式的にはインナーブルはダブルとして何の問題もないが、インナーブルはダブルではないもののフィニッシュできる箇所とすることもある。
ソフトダーツにおけるBULL
ソフトダーツの01ゲームにおいては、初心者からプロまで二重円全体を50点とする場合が非常に多い。このルールをFat Bullと呼ぶ。このような背景があることもあり、ソフトダーツではBULLの定義を広義で使うことがほとんどである。ソフトダーツでは、最高点ではあるものの面積が狭いTriple 20を狙うよりも、面積が広くそこそこ高得点のBULLで得点を減らしていく方が効率的であり、クリケットやスティール・ティップ・ダーツよりもはるかにBULLの重要性が高くなる。特に、最近は上級者やプロのトーナメントでFat Bullルールが採用されている場合、フィニッシュにMaster Outルール（トリプル、ダブル、BULLのみフィニッシュ可能とするルール）がほぼセットで採用されているため、トリプルやダブルに比べて面積の広いBULLを前半とフィニッシュで狙うのが定石であり、上級者になればなるほどBULLの重要性が高まる。

### ダーツマシン
一定以上の高得点を得たり難易度の高いエリアにダーツを複数刺すなど、高得点のスローをアワードとして区別し特別な演出が設けられているものがある。ただしアワードを得てもゲーム上の利得は無い。ソフトダーツマシンなどでは、個人のカードに累計のアワード数を記録しておけるものもある。

## 基本動作
ダーツは様々なゲームが存在するが大半のゲームでは基本動作は共通している。
プレイヤーは3本のダーツを持ってスロウイングラインに立ち、ダーツをボードに向かって投じる。ダーツを投じた後、ボードに刺さらなくても投げなおしはできない。ただし、スロウイングラインに立った後、スロウイングの流れの中で腕を伸ばした状態で投じたものについては投げたものとみなされるが、腕を伸ばした状態になる前に誤って落とした場合にはこれを拾って投げなおすことができる。
3本のダーツを投げ終えた後、エレクトリックボードであればそのまま引き抜き、次のプレイヤーに交代する。この際、ボタンを押すなど、何らかの操作が必要な場合が多い。ブリッスルボードなど、自動計算機能がついていないボードであれば、自分の点をコールした後、ダーツを抜かなければならない。コールするのはプレイヤー自身であることが多いが、大会などでは公正を期すため、コールを行うコーラー（レフェリー）がつく場合もある。この場合、コーラーがコールするのを待ってダーツを引き抜き、交代する。この3本のダーツを投じることを1スロウという。
1ゲームは数人で行うが、全員がダーツ3本を投じ終え、1巡した時点で1ラウンドが終了する。これを規定ラウンド数、またはゲームによっては終了条件を満たすまで繰り返し、最終的に最も早く（遅く）終了条件を満たしたプレイヤーまたは最も得点が多い（少ない）プレイヤーが勝利する。

## ゲーム
ダーツでは以上の基本的な動きによって得点を獲得するが、どのように得点し、どのようにすれば勝利するのかということはゲームによって違う。ゲームによっては得点に条件がついている場合もあり、同じ動作をしながらまったく別の競技となる場合もある。また、スティール・ティップ・ダーツ、ソフトダーツでゲームは分けられてはいないが、エレクトリックボードの計算機能に頼ったゲームはスティール・ティップ・ダーツでは実質的に行えないことがある。
また、ダーツのゲームは数百にも上るとされており、ここに挙げたゲームはあくまで一例である。

### 501ゲーム/01ゲーム
自分の持ち点を得点分だけ減らしていき、最も早く0点としたプレイヤーが勝利するという、最も基本的なゲーム。スティール・ティップ・ダーツの公式大会で行われるものでは501点を持ち点とすることから一般的には501ゲーム（ファイヴ・オウ・ワン・ゲーム）と言われる。他にも301点、ソフトダーツでは最も一般的な701点など、下二桁以外を自由に設定しゲームが行われているため、それぞれ個々を三桁以上を省略した略称として、またはこれらのゲームの総称として01ゲーム（オウワンゲーム、ゼロワン）とも呼ばれる。
ゲームはまず、投げる順番を決めるために、お互いにダーツを1本ずつ投げ、センターに近い人を先攻とする。これを「ミドル・フォー・ディドル（センターコーク）」と言う。以後、ラウンド（3投ずつ交互に投げる）を繰り返して持ち点を減らしていく。終了する際にはマイナスになってはならず、ちょうど0点とした時点で終わりとなる。減らしすぎてマイナスとなった場合にはバスト（Bust）といい、そのラウンドの得点は無効となってただちに相手プレイヤーと交代する。
また、Double In、Double Outというルールが存在している場合もある。Double Inとは最初の一投はダブルリング内に投じなければならず、これが投じられるまで得点がカウントされないルールである。またDouble Outとは、最後の一投、つまり0点にする一投はダブルリング内かインナーブルに投じなければならず、そうでなければ仮に0点となっても終了せずバストとなる。また残り点数が1点になった場合もDouble Outが不可能なためバストとなる。
スティール・ティップ・ダーツでは、Double Outは一般的であり、個人的な試合から世界大会までほぼ全てのトーナメントに採用されている一方、Double Inは必ず採用されているわけではないが、Double Inが採用されている最大のトーナメントのワールド・グランプリ（PDC開催）は別格であり、テレビ中継も行われており賞金も高い。
これに似たルールとしてMaster Outというルールも存在する。これは、終了時にはシングル以外でなければならないとするルールである。スティール・ティップ・ダーツで採用されることは、少なくとも公式トーナメントではなく、ソフトダーツ用のルールと考えて良い。現在、ソフトダーツの上級者やプロトーナメントの701ゲーム（Fat Bull）において一番採用されているアウトルールであるが、01ゲームが901や501で行われる場合もFat Bullが採用されていれば、多くの場合Double OutではなくMaster Outが採用されている。
当然、理論的にフィニッシュの方法はダブルアウトに比べてマスターアウトの方が増えるが、Master Outルールが採用されるときは、多くの場合Fat Bullルールで行われるため、できる限りBULL（広義）を用いた方が有利なので、実際に用いる組み合わせはMaster Outの方が少ない場合も多い。
なお、先攻がゼロになったらその時点でそのゲームは終了であるから、後攻は不利ということになる。そのため後攻がゲームを取る事を、テニス同様に「ブレイク」と呼ぶ。

### クリケット（Cricket）
特定の数字に先にどれだけダーツを入れたかで競う、いわゆる陣取りゲームである。チェイス（Chase）、ミッキーマウス（Mickey Mouse）という別名もある。

### カウント・アップ（Count Up）
自分のスロウごとに得点を加算していき、8ラウンドの合計得点を競う最も単純なゲームである。1ゲームで24本投げるので、最高得点は1440点となる。

### ラウンド・ザ・クロック（Round The Clock）
まず1から順番にダーツを入れていき、早く20にダーツを入れることを競うゲームである。ローテーション・ゲーム（Rotation Game）と呼ばれることもある。派生ルールとして、20のあとにブル、或いは数字を問わずダブル、トリプルと入れたあと、ブルに入れる場合もある。
スーパー・ラウンド・ザ・クロック（Super Round The Clock）という派生ルールも有り、これはダブルやトリプルに入った場合、単純にクリアではなく、2倍あるいは3倍した数字までクリアしたものとするジャンプアップルールが追加されている。なお、2倍あるいは3倍した数字が20を超えてしまった場合にはパンク（Punk）となり、無効となるため、ラウンド・ザ・クロックよりも次のことを考えて狙う戦略性が必要となる。なお、これにおける最短は1のダブル、3のトリプル、10のダブルによる3投である。

### ハーフ・イット（Half It）
40点を持ち点として、1ラウンドごとに指定されたエリアにダーツを入れた分を持ち点に加算していき、最終的な持ち点を競うゲームである。1スロウで1本も入らなかった場合には持ち点が半減させられる。ダブル・ダウン（Double Down）と呼ばれることもある。
基本的にエリア指定はラウンドごとに15、16、ダブル、17、18、トリプル、19、20、ブルの順番に進んでいき、１本も入れられなかった場合も２〜３本入れた場合も１ラウンド１エリアで進行する点がラウンド・ザ・クロックとの大きな違いである。そのため、ゲームは必ず9ラウンドで終了する。

## 得点等に関する用語
トン（Ton[tʌn]）
正しい発音は、「タン」に近い。01ゲームやカウントアップなどの全ナンバーが加算対象になる得点制ゲームにおいて1ラウンドでの合計得点が、スティール・ティップ・ダーツでは、狭義で100点、広義で100点以上の場合を指す。狭義での使用時に100点を超える場合、超えた分をTonに続ける。例えば、160ならば、"Ton 60"となる。ソフトダーツでは、ほとんどの場合で後述のLow Tonを指している。
トン・エイティー（Ton 80）
1ラウンドで20のトリプルに3本入れることを言う。理論上の最高得点であるため、他の得点とは扱われ方がラウンド様々な面で異なる。
ハイ・トン（High Ton）
1ラウンドでの合計得点が151点以上の場合を指す。
ロウ・トン（Low Ton）
1ラウンドでの合計得点が100点（ソフトダーツのみ101点からとする機種もある）以上～150点以下の場合を指す。
ハット・トリック（Hat Trick）
1ラウンドでブルに3本入れる事を言う。スティール・ティップ・ダーツでは、インナーブルに限定する場合もある。
スリー・イン・ザ・ブラック（Three In The Black）
1ラウンドでインナーブルに3本入れる事を言う。海外/スティール・ティップ・ダーツではこの呼称はあまり使われておらず、Hat TrickやBlack Hat、Alan Evans Shotなどの呼称が好まれている。
スリー・イン・ナ・ベッド（Three In A Bed）
1ラウンドで同じ点数のトリプルかダブルに3本入れる事を言う。ただしソフトダーツでは、インナーブルに3本入れた場合スリー・イン・ザ・ブラックが優先される。
ホワイト・ホース（White Horse）
クリケットゲームにおいて、1ラウンドで20、19、18等、それぞれのゲームで得点となるエリアのトリプルに、1本ずつ入れることを言う。
このアワードは01ゲームでは成立しない（トリプルに入れること自体がクリケットのルールで大きな意味を持つため）。また同じエリアに2本以上入った場合や、9マークにならなかった場合（1マーク以上入っていた状態からナンバーをクローズした場合）はアワードは成立しない。
ハイ・フィニッシュ（High finish）
「ハイ・オフ」とも。01ゲームにおいて1スロウで高い得点を取得し、フィニッシュした場合を指す。90点以上、91点以上、100点以上、101点以上、またはその試合のフィニッシュにおいて最も高い点数など、明確な条件が存在する場合もある。
シャンハイ（Shanghai）
1スロウで同じナンバーのシングル、ダブル、トリプルに1本ずつ入れることを言う。
9ダート・フィニッシュ（ Nine-dart finish）
「9ダーツ(nine-darter)」とも（ただし、通常英語においてnine dartsだけでは、パーフェクトゲームを意味しない）。Double Outの501ゲームにおいて、最短手順となる9投（3ラウンド）でゲームをフィニッシュさせるパーフェクトゲームを意味する。大規模な大会になると優勝賞金とは別に達成者に対する賞金が設定されていることが多い。

## 派生競技
- ダーチェリー - ダーツをアーチェリー仕様で行う競技。夏季パラリンピックで初回から1980年大会まで、競技（英語版）として行われていた。
- フットダーツ - イギリス発祥のダーツにサッカーの要素を混ぜた競技。主に、的が4mのビニール製であることと矢がマジックテープ素材のサッカーボールであり、サッカーボールを的を狙って点を獲得する競技スタイルであるという特徴がある。
- ゴルフダーツ - ダーツをゴルフ仕様で行う競技。フットダーツの的で行うことが多い。

## 主なダーツプレイヤー

### 男子
- ジム・パイク　歴史上初のプロダーツプレーヤーだとされている人物。現在では一般的なプレーヤーモデルのダーツを考案した。
- ジョン・ロウ 史上初のTV放送中での９ダーツ達成者。世界初のプロダーツ団体PDCの創立者でもある。
- フィル・テイラー
- マイケル・ヴァン・ガーウェン
- レイモンド・ファン・バルネフェルト
- ゲイリー・アンダーソン
- ピーター・ライト
- グレン・デュラント
- ジェームズ・ウェイド
- エイドリアン・ルイス
- サイモン・ウィットロック
- マーヴィン・キング
- テリー・ジェンキンス
- テッド・ハンキー
- ロニー・バクスター
- マーティン・アダムズ
- ウェイン・マードル
- コリン・ロイド
- ローランド・ショルテン
- ピーター・マンリー
- アラン・ウォリナー＝リトル
- ジョン・パート
- デニス・プリーストリー
- ロッド・ハリントン
- ピーター・エヴィソン
- ボブ・アンダーソン
- ポール・リム
- エリック・ブリストウ
- ジョッキー・ウィルソン
- デイブ・ウィットコム
- アラン・エヴァンズ
- アラン・グレイザー
- レイトン・リース
- 星野光正
- 谷内太郎
- 竹山大輔
- 渡部紘士
- 座波常輝
- 福永正和
- 江口祐司
- 宇都格
- 堀川大輔
- 尾形行紀
- 浴本昇吾
- 沖山祐一
- 松本嵐
- 河合慎太郎
- 谷田孝夫
- 知野真澄
- 木山幸彦
- 岡田宗明
- 安食賢一
- 金田弘智
- 市川琢巳
- 浅田斉吾
- 浅田剛司
- 畠中宏
- 三野博幸
- 宮平誠
- 山田勇樹
- 堀田秀樹
- 和田康二郎
- 村松治樹
- 橋本守容
- 高橋秀一
- 菅原雄太
- 飯野寿登
- 松下大造
- 前嶋志郎

### 女子
- トリナ・ガリバー
- ステイシー・ブランバーグ
- リサ・アシュトン
- 鈴木未来
- 大内麻由美
- 谷川ゆかり
- 滝沢あさひ
- 岩永美保
- 保土田真理
- 松本恵
- 宮本奈実
- 檜山亜紗子
- 大久保亜由美
- 長澤くみこ
- 降矢薫
- 浅野ゆかり
- 星野理絵
- 佐々木紗綾香
- 森田真結子
- 坂口優希恵

### 日本人プレイヤーの記録

#### 歴代のPDC ワールド・ダーツ・チャンピオンシップ出場者
世界最高峰のダーツ・トーナメントであるPDC ワールド・ダーツ・チャンピオンシップ（PDC WDC）には、日本人枠が1枠有り、2009年度大会までは日本ダーツ協会が出場者を派遣していたが、2010年度大会から、誰でも参加できるPDC CHALLENGE TOURNAMENTによって出場者を決定することとなった。
PDC ワールド・ダーツ・チャンピオンシップが世界最高峰のトーナメントであり、賞金も他のダーツ・トーナメントに比べ群を抜き最多のため、その予選であるPDC CHALLENGE TOURNAMENTも、日本におけるスティール・ティップ・ダーツのトーナメントでは他の追随を許さない規模になっており、実質的に日本最高峰のトーナメントとなっている。
歴代のPDC ワールド・ダーツ・チャンピオンシップ日本人出場者は、以下の通りである。
| 年度            | 会場                   | 出場選手               | 選手数 | 結果     | 日本人記録（テレビ中継中）           |
| --------------- | ---------------------- | ---------------------- | ------ | -------- | ------------------------------------ |
| 2004 （第11回） | サーカス・タバーン     | サノトオル             | 48     | ラスト48 | WDC初参戦                            |
| 2005 （第12回） | サーカス・タバーン     | マツナガヤスヒコ       | 48     | ラスト48 |                                      |
| 2006 （第13回） | サーカス・タバーン     | マツナガヤスヒコ       | 64     | ラスト64 |                                      |
| 2007 （第14回） | サーカス・タバーン     | ワダテツヤ             | 64     | ラスト64 |                                      |
| 2008 （第15回） | アレクサンドラ・パレス | 永川明広               | 68     | ラスト68 |                                      |
| 2009 （第16回） | アレクサンドラ・パレス | 永川明広               | 70     | ラスト70 |                                      |
| 2010 （第17回） | アレクサンドラ・パレス | 村松治樹               | 72     | ラスト64 | WDCでの初勝利 テレビ中継中での初勝利 |
| 2011 （第18回） | アレクサンドラ・パレス | 橋本守容               | 72     | ラスト64 |                                      |
| 2012 （第19回） | アレクサンドラ・パレス | 村松治樹               | 72     | ラスト64 | 初の対戦平均値90以上                 |
| 2013 （第20回） | アレクサンドラ・パレス | 村松治樹               | 72     | ラスト64 |                                      |
| 2014 （第21回） | アレクサンドラ・パレス | 橋本守容               | 72     | ラスト72 |                                      |
| 2015 （第22回） | アレクサンドラ・パレス | 村松治樹               | 72     | ラスト72 |                                      |
| 2016 （第23回） | アレクサンドラ・パレス | 小野恵太               | 72     | ラスト64 |                                      |
| 2017 （第24回） | アレクサンドラ・パレス | 知野真澄               | 72     | ラスト72 |                                      |
| 2018 （第25回） | アレクサンドラ・パレス | 浅田斉吾               | 72     | ラスト64 |                                      |
| 2019 （第26回） | アレクサンドラ・パレス | 浅田斉吾               | 96     | ラスト64 |                                      |
| 2020 （第27回） | アレクサンドラ・パレス | 浅田斉吾               | 96     | ラスト32 | 初のラスト32進出                     |
| 2020 （第27回） | アレクサンドラ・パレス | 山田勇樹               | 96     | ラスト64 |                                      |
| 2020 （第27回） | アレクサンドラ・パレス | 鈴木未来               | 96     | ラスト96 | 女性として初の出場                   |
| 2021 （第28回） | アレクサンドラ・パレス | エドワード・フォークス | 96     | ラスト64 |                                      |
| 2021 （第28回） | アレクサンドラ・パレス | 鈴木亨                 | 96     | ラスト96 |                                      |
| 2022 （第29回） | アレクサンドラ・パレス | 柴田豊和               | 96     | ラスト96 |                                      |
| 2022 （第29回） | アレクサンドラ・パレス | 山田勇樹               | 96     | ラスト96 |                                      |
| 2023 （第30回） | アレクサンドラ・パレス | 鈴木亨                 | 96     | ラスト96 |                                      |
| 2023 （第30回） | アレクサンドラ・パレス | 山本信博               | 96     | ラスト96 |                                      |
| 2024 （第31回） | アレクサンドラ・パレス | 後藤智也               | 96     | ラスト64 |                                      |
| 2024 （第31回） | アレクサンドラ・パレス | 村松治樹               | 96     | ラスト96 |                                      |
| 2024 （第31回） | アレクサンドラ・パレス | 鈴木未来               | 96     | ラスト96 |                                      |

#### 歴代のPDC ワールド・カップ代表
歴代のPDC ワールド・カップ日本代表は、以下の通りである。
| 年度          | 開催地                              | 出場選手          | 国数 | 結果             | 日本人記録（テレビ中継中）                                                                                           |
| ------------- | ----------------------------------- | ----------------- | ---- | ---------------- | --- |
| 2010 (第1回)  | イングランド タイン・アンド・ウィア | 村松治樹 谷内太郎 | 24   | ラスト24         | 初参戦 |
| 2012 (第2回)  | ドイツ ハンブルク                   | 村松治樹 橋本守容 | 24   | ラスト24         | |
| 2013 (第3回)  | ドイツ ハンブルク                   | 村松治樹 勝見翔   | 24   | 準々決勝         | 初勝利、初準々決勝出場 初の対戦平均値100以上（村松） PDC OoM2位のワールド・チャンピオン経験者（2回）に初勝利（勝見） |
| 2014 (第4回)  | ドイツ ハンブルク                   | 村松治樹 橋本守容 | 32   | ラスト16         | |
| 2015 (第5回)  | ドイツ フランクフルト               | 村松治樹 橋本守容 | 32   | ラスト16         | |
| 2016 (第6回)  | ドイツ フランクフルト               | 村松治樹 小野恵太 | 32   | ラスト32         | |
| 2017 (第7回)  | ドイツ フランクフルト               | 村松治樹 山田勇樹 | 32   | ラスト32         | |
| 2018 (第8回)  | ドイツ フランクフルト               | 村松治樹 浅田斉吾 | 32   | 準々決勝         | |
| 2019 (第9回)  | ドイツ ハンブルク                   | 村松治樹 浅田斉吾 | 32   | 準決勝           | 初準決勝出場 |
| 2020 (第10回) | オーストリア ザルツブルク           | 浅田斉吾 山田勇樹 | 32   | ラスト32         | |
| 2021 (第11回) | ドイツ イエナ                       | 松田純 馬場喜久   | 32   | ラスト16         | |
| 2022 (第12回) | ドイツ フランクフルト               | 鈴木亨 後藤智也   | 32   | ラスト32         | |
| 2023 (第13回) | ドイツ フランクフルト               | 松田純 後藤智也   | 40   | グループステージ | |

#### 歴代のWDFワールドカップ代表
| 年度             | 開催地                      | 出場選手                                                                 |
| ---------------- | --------------------------- | ------------------------------------------------------------------------ |
| 1977年（第1回）  | イギリス/ロンドン           | 江崎亨億、三笠雅司、加藤邦男、ボブ・パーカ                               |
| 1979年（第2回）  | アメリカ/ラスベガス         | 江崎亨億、青柳保之、小宮久雄、岡田信夫                                   |
| 1981年（第3回）  | ニュージーランド/ネルソン   | 江崎亨億、小宮久雄、岡田信夫、宮原時雄                                   |
| 1983年（第4回）  | スコットランド/エジンバラ   | 小宮久雄、谷田孝夫、渡部紘士、山本浩一郎、岡田あおい、佐々雪絵           |
| 1985年（第5回）  | オーストラリア/ブリスベン   | 谷田孝夫、キース・ワダップス、渡部紘士、小松原満、小山陽子、岡田あおい   |
| 1987年（第6回）  | デンマーク/コペンハーゲン   | 渡部紘士、雄也エバンス、ルーベン・ロペス、上総昌記、小野聡子、岡田あおい |
| 1989年（第7回）  | カナダ/トロント             | 渡部紘士、谷田孝夫、雄也エバンス、ルーベン・ロペス、小野聡子、野村律子   |
| 1991年（第8回）  | オランダ/ザンフォルツ       | 渡部紘士、雄也エバンス、佐野徹、矢部菊一、岡田あおい、野村律子           |
| 1993年（第9回）  | アメリカ/ラスベガス         | 渡部紘士、金子敏明、矢部菊一、佐野徹、小山陽子、佐藤由恵                 |
| 1995年（第10回） | スイス/ベイズル             | 佐野徹、小森エイジ、佐藤雅保、矢部菊一、西川ゆかり、野村律子             |
| 1997年（第11回） | オーストラリア/パース       | 渡部紘士、小泉武夫、雄也エバンス、中野たかし、西川ゆかり、野村律子       |
| 1999年（第12回） | 南アフリカ/ダーバン         | 渡部紘士、小野寺貞義、鈴木浩、小野勝康、小泉みどり、小野文枝             |
| 2001年（第13回） | マレーシア                  | 渡部紘士、平賀正弘、小野勝康、大久保重徳、西川ゆかり、小野文枝           |
| 2003年（第14回） | フランス                    | 渡部紘士、篠原直樹、綱嶋良信、竹山大輔、西川ゆかり、吉賀順子             |
| 2005年（第15回） | 西オーストラリア            | 渡部紘士、竹山大輔、佐藤哲行、谷内太郎、西川ゆかり、大内麻由美           |
| 2007年（第16回） | オランダ                    | 青木宏至、上総昌記、谷内太郎、木下望、大内麻由美、西川ゆかり             |
| 2009年（第17回） | アメリカ/シャーロット       | 竹内淳、赤松大輔、谷内太郎、青木宏至、大内麻由美、浅野ゆかり             |
| 2011年（第18回） | アイルランド/キャッスルバー | 清水浩明、佃賢吾、後藤卓也、石田博生、大内真由美、大久保亜由美           |
| 2013年（第19回） | カナダ/セント・ジョン       | 饗場克也、 清水浩明、浅田斉吾、佐藤敬治、清水希世、郡司玉緒              |
| 2015年（第20回） | トルコ/アンタルヤ           | 国政情勢を考慮して派遣中止                                               |
| 2017年（第21回） | 日本/神戸                   |                                                                          |

## ショー・ビジネス等での使用
- 関口宏の東京フレンドパークII - ビッグチャレンジにダーツを採用
- 1億人の大質問!?笑ってコラえて! - ダーツで取材先を決める「日本全国ダーツの旅」という企画がある
- ぐるぐるナインティナイン - グルメチキンレース・ゴチになります!12にダーツを採用
- 土井成樹 - DRAGON GATEのプロレスラー。自作の「土井ダーツ」を持ち込みマッチメイクに使用。

## 関連企業
- ダーツライブ - 未上場。ダーツ台「DARTSLIVE」シリーズの製造・販売。東京都品川区
- フェニックスダーツジャパン - 未上場、ダーツ台「VSPHOENIX」シリーズの製造・販売。東京都港区
- コスモ精機 - 未上場、精密プラスチック金型の設計および製造などを行う会社、精密プラスチック金型の設計および製造を主に手掛けている。また、「Dice」「Ambition」などのダーツ用品の製造。愛媛県東温市
- ビーリンク - 未上場、ダイニングダーツバー「Bee」の運営。川崎市幸区
- パラダイス企画 - 未上場、カラオケやダーツ、ビリヤードなどを行う施設を運営。東京都大田区